# Startrampe (Musikmagazin)

Altes Logo der Startrampe bei on3

Startrampe ist ein wöchentliches Musikmagazin mit bayerischen und anderen deutschen Newcomern, das seit April 2009 im BR Fernsehen zu sehen ist. Zudem erfolgt eine Ausstrahlung auf den Sendern One, und ARD alpha. Die Fernsehsendung ist ein Teil des Jugendangebotes des Bayerischen Rundfunks. 2013 wurde die Sendung von on3-startrampe zu Startrampe umbenannt.
Die Sendung richtet sich vor allem an die Hörer des Radiosenders PULS (ehemals on3-radio), dort wurde zu Beginn auch mittwochs ab 22:00 Uhr zwei Stunden lang die begleitende Radiosendung Startrampe on3-radio gesendet. In dieser fanden sich die Bands und Höhepunkte von Startrampe wieder.
Startrampe dient der Förderung bereits aus dem Jugendradio bekannten Nachwuchsinterpreten aus Bayern. Drei Bands werden im Studio vorgestellt und drei Monate lang mit der Kamera begleitet. Im Gespräch mit ihren prominenten Gästen können sie ihre eigenen Fragen stellen oder Kontakte knüpfen. In den drei Monaten mit Startrampe spielen sie ein Live-Set im Studio, ein Wunschkonzert irgendwo in Bayern und drehen gemeinsam mit dem Bayerischen Rundfunk ein Musikvideo. Darüber hinaus werden im sogenannten Spotlight Berichte über weitere Specials aus der aktuellen Musikszene gezeigt.
Das Magazin wird in der Nacht von Donnerstag auf Freitag von 0:15 Uhr bis 0:45 Uhr im BR Fernsehen gesendet, eine Wiederholung der Sendung am jeweiligen Sonntag um 17:30 Uhr in ARD alpha ausgestrahlt. Seit September 2011 wird Startrampe darüber hinaus jeden Donnerstag um 23:15 Uhr auf One ausgestrahlt.

## Staffeln
| Nr. | Jahr | Teilnehmer                                      | Link |
| --- | ---- | ----------------------------------------------- | ---- |
| 1   | 2009 | This Is the Arrival, Manekin Peace, Karo        | Info |
| 2   | 2009 | Frittenbude, Rosalie & Jakob, Sickcity          | Info |
| 3   | 2009 | Creme Fresh, Kleinmeister, Dave & Hal           | Info |
| 4   | 2010 | Jacob Brass, High Voltage Humans, The Fountains | Info |
| 5   | 2010 | L'egojazz, Fertig, Los!, Missent to Denmark     | Info |
| 6   | 2010 | Boshi San, Tuó, Panda People                    | Info |
| 7   | 2011 | Disco Trash Music, Dobré, Ginger Redcliff       | Info |
| 8   | 2011 | Demograffics, Sara Lugo, Kellner                | Info |
| 9   | 2011 | Ebow X, soft.nerd, List                         | Info |
| 10  | 2012 | Captain Capa, Manual Kant, Talking Pets         | Info |
| 11  | 2012 | Exclusive, ZiehGäuner, Me and My Drummer        | Info |
| 12  | 2013 | Claire, SAM, The Dope                           | Info |
| 13  | 2013 | Lary, Joasihno, Hello Gravity                   | Info |
| 14  | 2013 | Milky Chance, Paper & Places, MarieMarie        | Info |
| 15  | 2014 | Malky, Liquid, The Impression                   | Info |
| 16  | 2014 | eRRdeKa, Matteo Capreoli, Trümmer               | Info |
| 17  | 2014 | Mine, Teesy, Blackout Problems                  | Info |
| 18  | 2015 | AnnenMayKantereit, James Hersey, Cosby          | Info |
| 19  | 2015 | Credibil, Jesper Munk, Nod One’s Head           | Info |
| 20  | 2015 | L’Aupaire, Schnipo Schranke, Kytes              | Info |
| 21  | 2016 | Xavier Darcy, Chima Ede, Golf                   | Info |
| 22  | 2016 | Liam x, AMI                                     | Info |